# Route nationale 11a (Madagascar)
Pour les articles homonymes, voir Route 11A.
La route nationale 11a (N 11a) est une route nationale s'étendant de Antsampanana jusqu'à Mahanoro à Madagascar.

## Description
La N 11a parcourt 151 km dans la région d'Atsinanana.
La N 11a bifurque de la RN 2 (Antananarivo – Toamasina) à Antsampanana (commune de Mahatsara) et se dirige vers le sud via Vatomandry, Tsarasambo et Mahanoro jusqu'au fleuve Mangoro.
Un bac permet de rejoindre la N 11 de l'autre côté du fleuve.

## Parcours
Du nord au sud:
- Antsampanana -  N 2
- Vatomandry
- Tsarasambo
- Mahanoro -  N 23
- Ambodiharina
- Traversier du Mangoro
- Salehi, prolongée par la N 11